# Agylla auraria
Agylla auraria là một loài bướm đêm thuộc phân họ Arctiinae, họ Erebidae.